# Петсон и Финдус. Лучшее на свете Рождество
«Пе́тсон и Фи́ндус. Лу́чшее на све́те Рождество́» (нем. Pettersson und Findus - Das schönste Weihnachten überhaupt; в английском прокате Pettson and Findus: The Best Christmas Ever); известен также как «Петсон и Финдус 2» — немецкий художественный фильм для детей 2016 года, снятый кинорежиссёром Али Самади Ахади по рассказам шведского писателя Свена Нурдквиста о Петсоне и Финдусе. Фильм снят в смешанной технике игрового кино и трёхмерной анимации и стал продолжением первой части кинотрилогии о приключениях героев — «Петсон и Финдус. Маленький мучитель — большая дружба».

## Сюжет
Петсон пообещал Финдусу лучшее на свете Рождество, но в процессе подготовки всё пошло не так. Сначала поехать в лес за ёлочкой помешала сильная метель. На следующий день Петсон и Финдус отправляются в лес, но после того, как Петсон нарубил веток, чтобы разбросать по двору, санки понесли его с горы и он врезался в сугроб, сильно ушибив ногу. Петсон и Финдус добрались до дома, но теперь Петсон не может ходить. Финдус пытается помочь ему на свой манер и моет пол в доме. Однако выйти из дома ни за ёлкой, ни в магазин за продуктами уже не получается.
Тем временем Густавссон со своим псом Хаппо пытается поймать в лесном пруду карпа, а Беда подходит то к нему, то к Петсону, выясняя, всё ли в порядке. И к Беде, и к Густавссону приезжают дети, чтобы отметить Рождество. Сначала Беда, а потом и Густавсон спрашивают Петсона, не нужно ли ему чего и не хочет ли он встречать Рождество у них в гостях, но Петсон всякий раз отказывается, говоря, что у них с Финдусом всего достаточно.
Наступает канун Рождества. Петсон с Финдусом смастерили ёлку из подручных материалов, сварили пару яиц и разрезали последнюю морковку. Петсон дарит Финдусу новые лыжи, которые он сам сделал, а Финдус дарит Петсону сделанную им самим из вилок чесалку для спины. И вдруг в гости к ним приходят Беда с семьёй и Густавссон с семьёй. Они приносят еду и подарки. Все веселятся, поют и садятся за общий стол, чтобы встретить праздник вместе с друзьями.

## В ролях
- Штефан Курт — Петсон
- Марианна Зёгебрехт — Беда Андерссон
- Макс Хербрехтер — Густавссон
- Роксана Самади — Финдус (голос)

## Награды
- 2017 — Премия «Метрополис» (Deutscher Regiepreis Metropolis) за лучший детско-юношеский фильм: режиссёру Али Самади Ахади[10][11].

## Продолжение
Осенью 2018 года вышла третья и последняя части трилогии — «Петсон и Финдус. Финдус переезжает» (нем. Pettersson und Findus — Findus zieht um).